# Jürgensby (Schiff)
Das Passagiermotorschiff Jürgensby ist ein ehemaliges Ausflugs- und Butterschiff der Reederei Ketelsen in Flensburg. Das Schiff ist nach dem Stadtteil Jürgensby benannt und wurde für Fahrten auf der Flensburger Förde eingesetzt.

## Geschichte
Das Schiff wurde 1966 für die Flensburger Personenschiffahrt in Dienst gestellt und 1971 von der Förde-Reederei übernommen. 1996 erwarb es die Flensburg-Ekensunder Dampfschiffs-Gesellschaft und gab es 1998 an die Reederei B/S Schiffahrtsgesellschaft in Eckernförde weiter, die es unter dem Namen Seebad Borby bis 2010 betrieb und dann an den heutigen Eigner weitergab.
Bei der Reederei Ketelsen erhielt das Schiff den vorherigen Namen Jürgensby zurück, wurde bis 2011 vom Flensburger Hafen aus eingesetzt und nach einem Maschinenschaden aufgelegt. Seit Juli 2014 war das Schiff wieder in Fahrt.
Das Schiff war über die Jahre immer wieder in Charter für andere Reedereien unterwegs. 1971 fuhr es für die Reederei Union Eils & Co. (Reederei Cassen Eils) und 1974 für die Centrumlinjen der Rederi AB Sundfart aus Malmö, an der die HADAG mit 50 Prozent beteiligt war. Von April 1982 bis November 1983 charterte die Harle-Reederei Warrings aus Carolinensiel das Schiff und 1984 fuhr es in Charter für die Seetouristik aus Flensburg. 1991 folgte eine Charter für die Flensburger Viking Reederei.

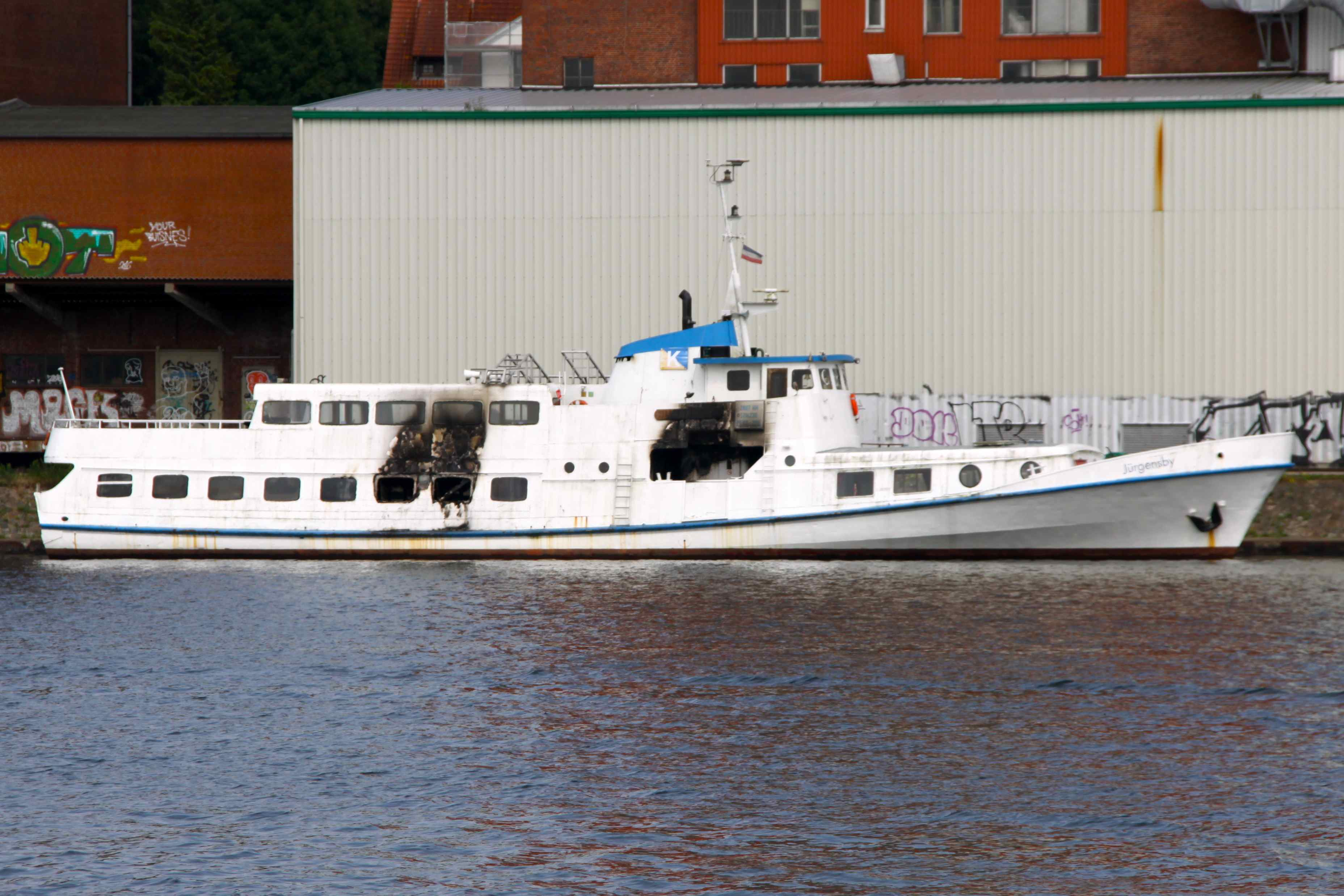
Die Jürgensby nach dem Brand

Am 4. Juli 2017 brannte um 3:15 Uhr der Salon im Unterdeck. Das Schiff war an seinem Liegeplatz im Flensburger Hafen schon längere Zeit aufgelegt und zum Verkauf angeboten worden.
Anfang 2019 wurde das Schiff nach Polen verkauft. Es wurde nach Danzig geschleppt und dort wieder instand gesetzt. Der neue Eigner plante, das Schiff im Liniendienst von Tolkmicko (Tolkemit) nach Krynica Morska (Kahlberg) in Dienst zu stellen, wo es bis zum Ende der Saison als Admirał Unrug, benannt nach Józef Unrug, im Einsatz war.

## Technische Daten
Der Antrieb des Schiffes erfolgt durch einen Achtzylinder-Dieselmotor von MAN mit 474 kW Leistung. Für die Stromversorgung stehen zwei Dieselgeneratoren mit 135 kW Leistung zur Verfügung.

## Erwähnenswertes
Im Film Die Olsenbande schlägt wieder zu (1977) hatte die Jürgensby einen Kurzauftritt, als sie den verkleideten Hallandsen zum Kopenhagener Hafen brachte.